# Melanella monterosatoi
Melanella monterosatoi är en snäckart som först beskrevs av Monterosato 1890.  Melanella monterosatoi ingår i släktet Melanella, och familjen Eulimidae. Arten är reproducerande i Sverige.